# 你就这样失去了她
《你就这样失去了她》是朱诺·迪亚斯的第二部短篇小说集。书中包含九个故事，主人公是漂泊无依的多米尼加裔美国人尤尼奥。

## 情节
这部小说集收录了九个短篇。《太阳，月亮，星星》写黑小伙尤尼奥偷情败露，邀女友去他的故乡多米尼加旅行，后来才发现她瞧不起他的国家。《妮尔达》写一个问题女孩离家出走，滥交男友。她的男友拉法死后，她发现他弟弟尤尼奥是她的暗恋者，然而他们最终仍要分离。《艾尔玛》写尤尼奥以写小说掩盖出轨，结果女友不再承认他是多米尼加人。《另一种生活，另一段时光》写多米尼加人雅丝敏和拉蒙到美国辛苦打工，买下小房子。但拉蒙其实在多米尼加有妻子，他是为了逃避往事而来美国的。《弗拉卡》写失恋的多米尼加人尤尼奥在讲乔伊斯的课上认识了爱文学的白妞，但他不承认她是女友，终于她离开了，他才发现自己永失所爱。《普拉原理》写尤尼奥的哥哥拉法罗患癌症后自暴自弃，变得无人问津。但多米尼加黑户普拉却以与他结婚的代价成功移民美国。《冬天》写来美国的多米尼加小孩水土不服，把自己关在屋子里。父亲忙于工作，母亲成为主妇无处可去。最后母亲带两个儿子终于出门看到了大海。《萝拉小姐》写尤尼奥在哥哥拉法死后开始相信末日，直到萝拉来到他身旁，开始了年龄悬殊的恋情。《偷情者的真爱指南》写尤尼奥不珍惜好姑娘对他的感情，出轨找了50个情人，终于永远失去了她。

## 分析
小说集的叙事手法独具特色。作者以第二人称“你”指代主角尤尼奥，以“你”的想法来统治整个故事，包括里面的感情线。在《萝拉小姐》等篇目中，使用了时间倒错的手法。叙事者提供了故事发生时尤尼奥的视角，又提供了现在的尤尼奥对故事的审视，这就可以反应主角的思想变迁。短篇集的故事也不是以时间为顺序，《艾尔玛》讲的是主角大学时的恋情，《萝拉小姐》讲的是高中至大学时期，《偷情者的真爱指南》主线是对失恋的回忆，也加入了几段新恋情和对几个前女友的闪回叙事。一方面，小说集开篇，主角说出“我这个人吧，其实并不坏”为自己辩解，另一方面随着故事向后发展，节奏逐渐放慢，主人公的自我反省逐渐加强。作者在其中表达了对“男子气概”的一种反思。